# Épagne
Épagne è un comune francese di 114 abitanti situato nel dipartimento dell'Aube, nella regione del Grand Est.

## Società

### Evoluzione demografica
Abitanti censiti